# Леффар
Леффа́р (фр. Leffard) — коммуна во Франции, находится в регионе Нижняя Нормандия. Департамент коммуны — Кальвадос. Входит в состав кантона Фалез-Север. Округ коммуны — Кан.
Код INSEE коммуны — 14360.

## Население
Население коммуны на 2010 год составляло 171 человек.
| 1962 | 1968 | 1975 | 1982 | 1990 | 1999 | 2010 |
| ---- | ---- | ---- | ---- | ---- | ---- | ---- |
| 154  | 147  | 156  | 180  | 183  | 168  | 171  |

## Экономика
В 2010 году среди 109 человек трудоспособного возраста (15—64 лет) 77 были экономически активными, 32 — неактивными (показатель активности — 70,6 %, в 1999 году было 69,4 %). Из 77 активных жителей работали 71 человек (36 мужчин и 35 женщин), безработных было 6 (3 мужчин и 3 женщины). Среди 32 неактивных 6 человек были учениками или студентами, 15 — пенсионерами, 11 были неактивными по другим причинам.